# Olszanki (Lublin)
Olszanki [pronunciación en polaco: /ɔlˈʂaŋkʲi/] es un pueblo en el distrito administrativo de Gmina Kodeń, dentro del Distrito de Biała Podlaska, Voivodato de Lublin, en el este de Polonia, cercano a la frontera con Bielorrusia. Se encuentra aproximadamente 4 kilómetros al oeste de Kodeń, 34 kilómetros al sudeste de Biała Podlaska, y 100 kilómetros al del noreste de la capital regional, Lublin.